# Clinopodium palmeri
Clinopodium palmeri là một loài thực vật có hoa trong họ Hoa môi. Loài này được (A.Gray) Kuntze mô tả khoa học đầu tiên năm 1891.